# Porumbești, Satu Mare
Porumbești (în maghiară Kökényesd) este satul de reședință al comunei cu același nume din județul Satu Mare, Transilvania, România.

## Monumente
- Biserica romano-catolică Sf. Emeric, în stil baroc, sec. al XVIII-lea